# Château-Renard

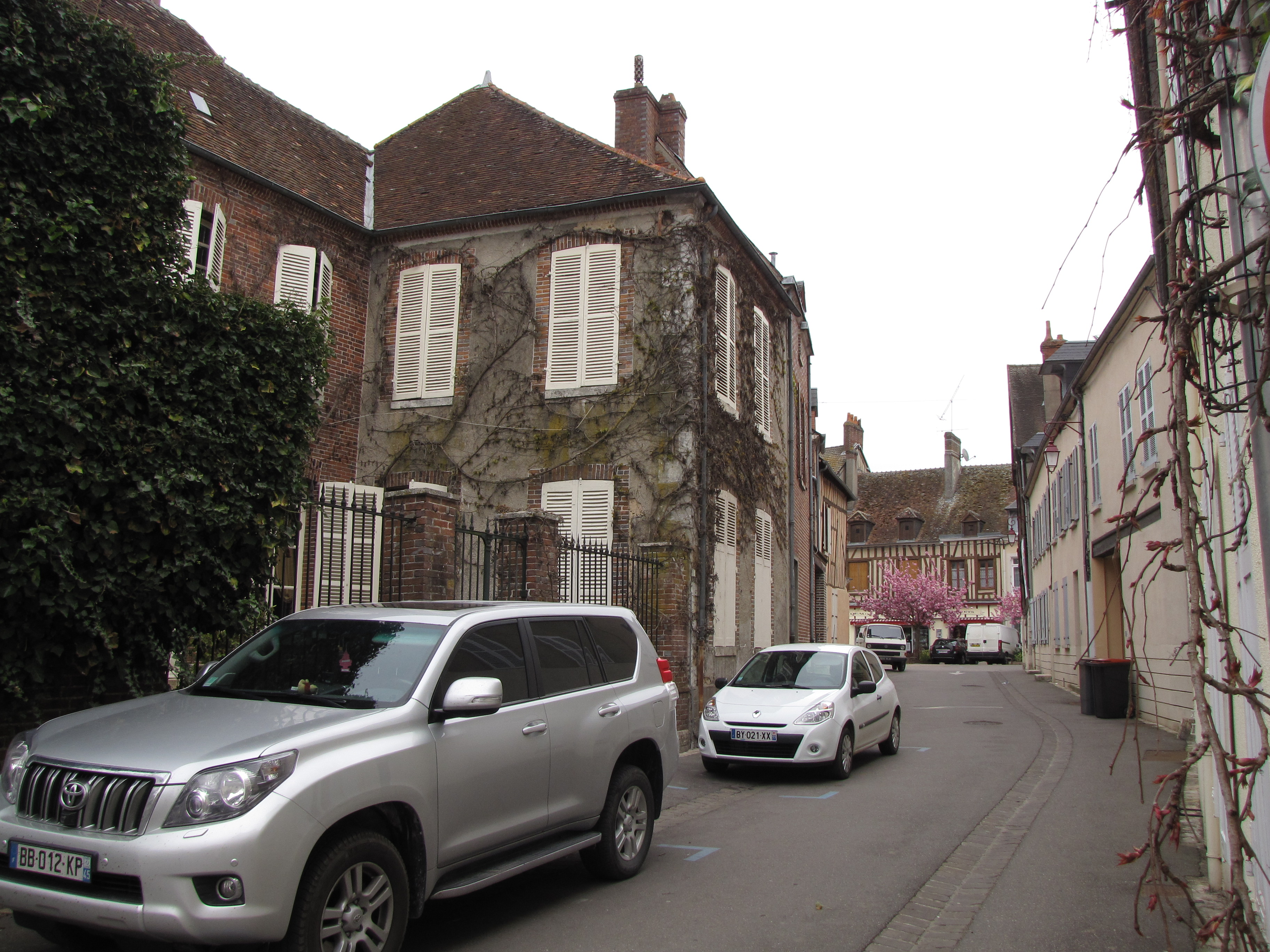

Château-Renard là một xã trong tỉnh Loiret, thuộc vùng hành chính Centre-Val de Loire của nước Pháp, có dân số là 2397 người (thời điểm 1999). Xã là trụ sở hành chính của tổng Château-Renard.